# Passalus mucronatus
Passalus mucronatus là một loài bọ cánh cứng trong họ Passalidae. Loài này được Burmeister miêu tả khoa học năm 1847.